# タイル張り
幾何学において、タイル張り（タイルばり、英: tiling, tessellation）の問題とは、タイルと呼ばれる特定の種類の図形を用いて隙間も重なりもなく平面を敷き詰める問題のことである。タイリング、タイル貼り、平面分割、平面充填、テセレーション、平面の敷き詰めなどと呼ばれることもある。ただし「平面」を明言しない場合は、平面に限らず曲面のタイル張りを含む。例えば、多面体は多角形による球面のタイル張りともみなせる。
2次元以外の空間における広義のテセレーション等については、空間充填を参照。

## 1種類のタイルによるタイル張り

### 正多角形
単一タイル張り（monohedral tiling）、すなわち1種類でのタイル張りができる正多角形は、正三角形、正方形、正六角形の3種類のみであり、ピタゴラスによって証明された。これらは以下のようにどの頂点も別のタイルの辺と（端点以外で）接しないようにタイル張りできる。

正三角形によるタイル張り
正方形によるタイル張り
正六角形によるタイル張り

このようなタイル張りは、正多面体や星型正多面体と同様にシュレーフリ記号 {p, q} （正 p 角形が q 個頂点に集まる）で表せる。
- 正三角形 {3, 6}
- 正方形 {4, 4}
- 正六角形 {6, 3}

単一タイル張り可能な正 p 角形の内角を q 倍すると 360° になるので、
{\displaystyle {\frac {(p-2)\times 180^{\circ }}{p}}\times q=360^{\circ }}
が成り立つ。これを整理すると
{\displaystyle (p-2)(q-2)=4}
と表せて、正整数の解は上の3つだけであることから、単一タイル張り可能な正多角形はこの3つしか存在しないことが証明できる。
正三角形と正方形については、頂点が別のタイルの辺と接するようにもできる。ただし、その辺をその接点で2辺に分け、内角180°で接しているとみなせば、これらは後述する一般の四角形や平行六角形によるタイル張りの特殊な場合である。

### 平行四辺形・任意の三角形
全ての平行四辺形は単一タイル張り可能であり、また、全ての三角形は合同なものを2つ組み合わせることで平行四辺形となることから、全ての三角形は単一タイル張り可能である。

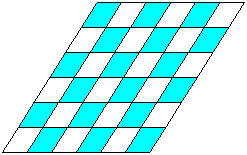
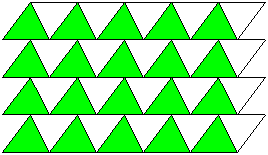

### 平行六角形・任意の四角形
全ての合同な平行六角形（parallelohexagon、3組の対辺がいずれも平行で等長な六角形）は単一タイル張り可能であり、また、全ての四角形は合同なものを二つ組み合わせることで平行六角形となることから、全ての四角形は単一タイル張り可能である。

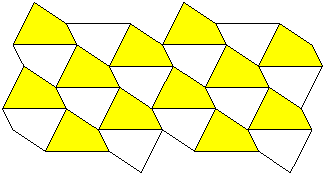
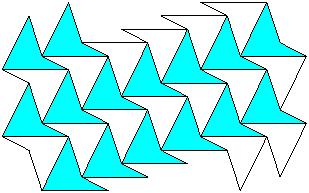

平行六角形は、中心を通る直線で合同な2つの五角形に分けられる。このような五角形も単一タイル張り可能である。

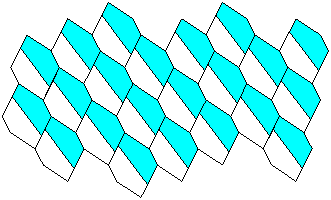
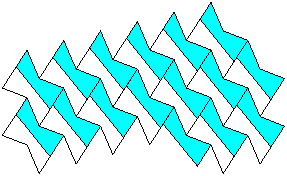

### これらの変形
単一タイル張り可能な図形に対して、対応する場所に凹凸をつけた場合も単一タイル張り可能である。

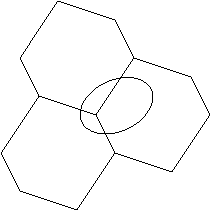
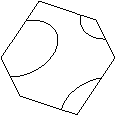
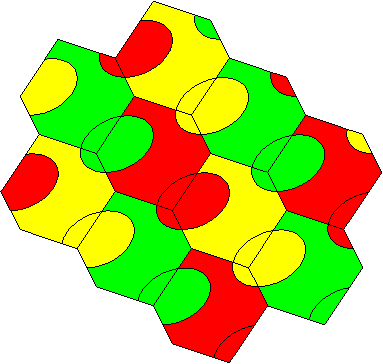

正方形の例：
平行六辺形の例：

### 多角形

#### 五角形
五角形のタイル張りは現代においても未解明の事柄が多く、研究の対象になっている。

知られている平面充填可能な15種類の五角形

とくに、それ一種類で平面を周期的にタイル張りできるような凸五角形の形状は、これまでに15種類の型(type)が知られている。驚くべきことに、そのうちの4種類は1976年と1977年にアマチュアの数学者である主婦マージョリー・ライスによって発見された。最新となる15番目の型がワシントン大学ボセル校のケイシー・マンら3人によって発見されたのは2015年のことである。そして、これら15種類で全てであるとする論文を2017年にRaoが発表した。現在査読中。

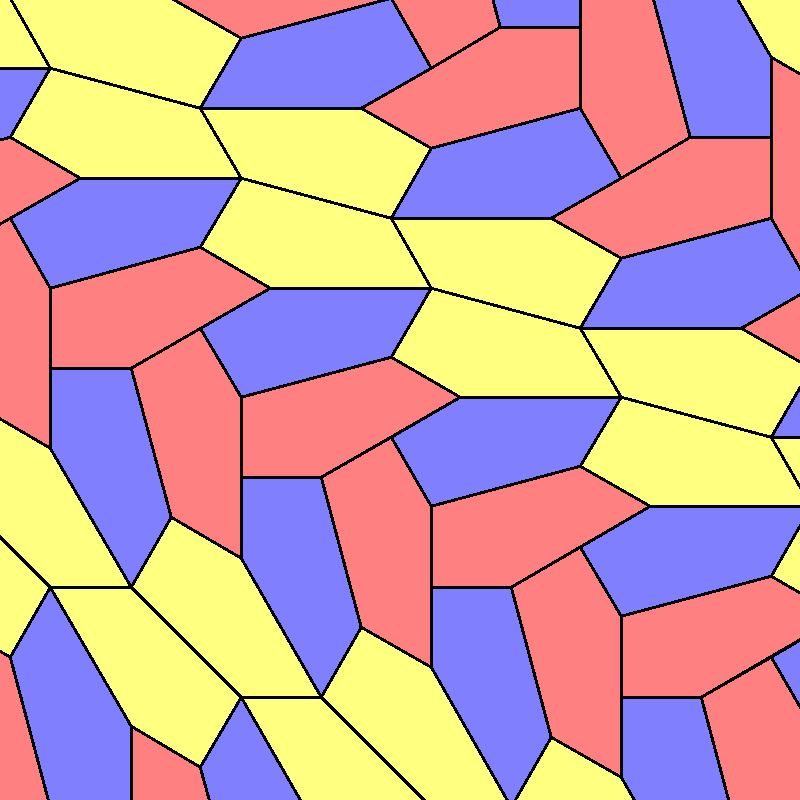
2015年に発見された、15番目の凸五角形タイル張り。

このほか、凸でない五角形を用いたものや、非周期的なタイル張りも研究されている。

Hirschhornによる例。6回回転対称性をもつが、平行移動による周期性をもたない。

#### 六角形
- 六角形のタイル張り（英語版）

一種類で平面を周期的にタイル張りできるような凸六角形の形状は3種類の型(type)が知られている。

#### 七角形
- 七角形のタイル張り（英語版）

#### 八角形
- 八角形のタイル張り（英語版）

### アルキメデスのタイル張りの双対
#タイル張りの双対を参照。

## 複数種類のタイルによるタイル張り

### 正多角形
一種類の場合と同じように、正多角形のみでできていて、頂点形状が一様なアルキメデスのタイル張りと呼ばれる平面充填が8種類あり、半正多面体の一種とされることもある。括弧中は頂点形状（各頂点に集まる正多角形の種類と順序）を表す。

正三角形4枚、正六角形1枚 (3, 3, 3, 3, 6)
正三角形3枚、正方形2枚 (3, 3, 3, 4, 4)
正三角形3枚、正方形2枚 (3, 3, 4, 3, 4)
正三角形1枚、正方形2枚、正六角形1枚 (3, 4, 6, 4)
正三角形2枚、正六角形2枚 (3, 6, 3, 6)
正三角形1枚、正十二角形2枚 (3, 12, 12)
正方形1枚、正六角形1枚、正十二角形1枚 (4, 6, 12)
正方形1枚、正八角形2枚 (4, 8, 8)

### ペンローズ・タイル
ペンローズ・タイル、#非周期的タイル張りを参照。

## タイル張りの双対
多角形（特に正多角形）によるタイル張りには、多面体に対する双対多面体のように、双対を考えることが可能である。
正多角形の単一タイル張りの双対は次のとおり。シュレーフリ記号の値が入れ替わる。
- 正方形 {4, 4} ⇔ 正方形 {4, 4}
- 正三角形 {3, 6} ⇔ 正六角形 {6, 3}

アルキメデスのタイル張りの双対は、1種類の（鏡像は同じと考える）多角形によるタイル張りとなる。

## 特殊なタイル張り

### 中心のあるタイル張り

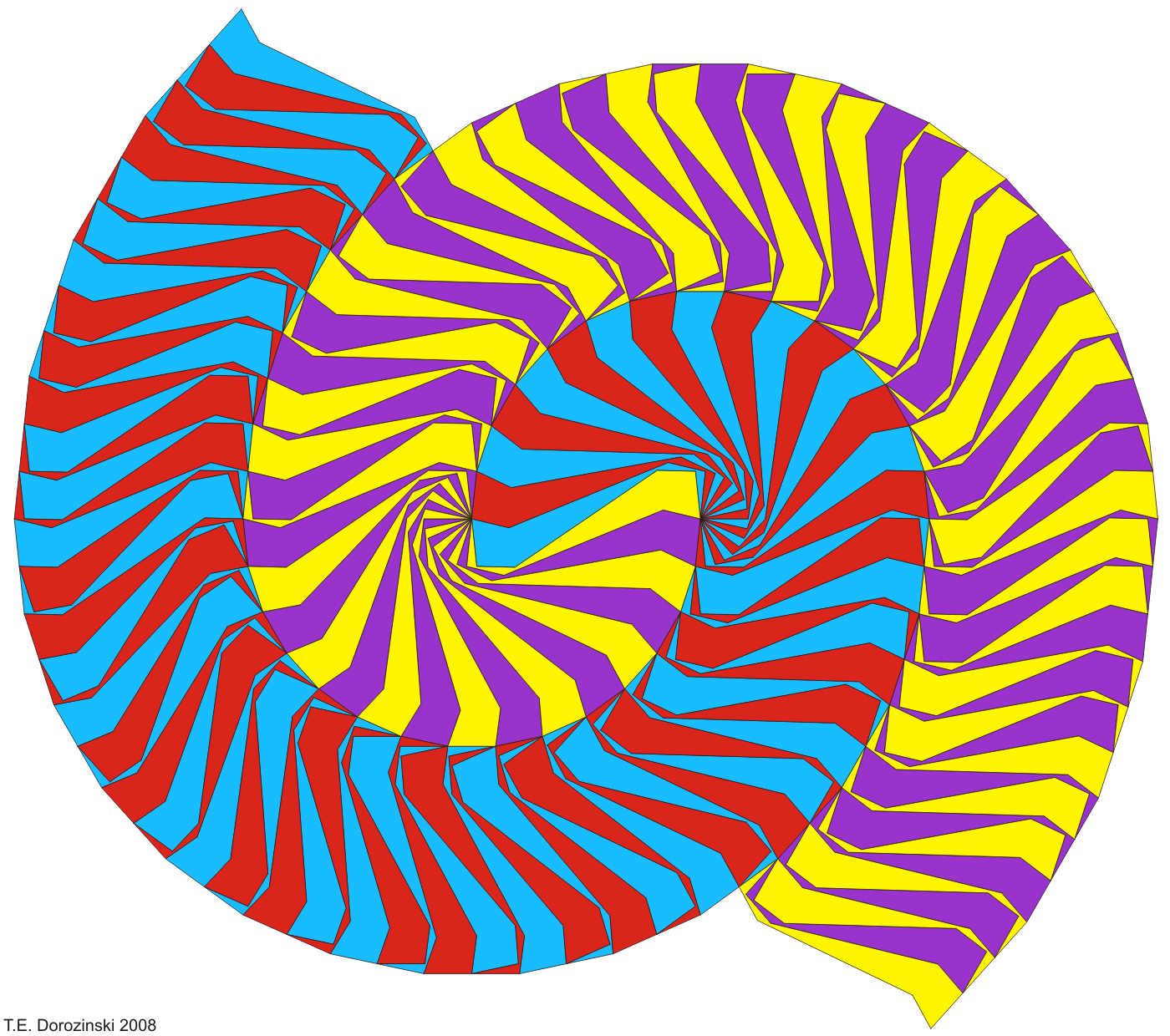
Voderbergタイル。有名な螺旋充填。

ここまでのタイル張りには平行移動に対する周期性があるが、そうでないタイル張りもある。平面上に中心を定め、そこから放射状にタイルを敷き詰める放射充填 (radial tiling) や、螺旋状にタイルを敷き詰める螺旋充填 (spiral tiling) である。
放射充填は、中心を通る放射状の直線で平面を楔形に分割し、そのそれぞれを三角形タイルで充填したものの変形である。直線の1つについて、その両側をタイル1つ分だけずらせば、螺旋充填となる。一見、複雑に見えるが、回転対称性などの対称性を持つ周期的タイル張りである。

### 非周期的タイル張り
一切周期性を持たないタイル張りも存在する。ただし、周期的タイル張りを非周期的に変形させたもの（場所によってランダムな方法でタイルを分割するなど）は、非周期的タイル張りとは考えない。
最初の非周期的タイル張りは、1966年に発見された、20426種類のタイルを使うものである。その後、より少ない種類数のタイルによるタイル張りが発見され、1974年にはイギリスの物理学者ロジャー・ペンローズが非周期的タイル張りの可能な2種類の菱形のタイル「ペンローズ・タイル」を考案したが、非周期的モノタイル（単一で非周期的タイル張り可能なタイル）が存在するかどうかは長らく未解決であり、アインシュタイン問題と呼ばれていた。

「Spectre」

しかし、2011年にSocolar–Taylor tileと呼ばれる一種類の非連結なタイルで非周期的タイル張りが可能であることが発見され、2023年にはDavid Smith, Joseph Samuel Myers, Craig S. Kaplan, Chaim Goodman-Straussが、初めは裏返しを使ってもよいという弱い条件のもとで"帽子"（"hat"）と名付けられた13角形のタイル1種類で非周期的タイル張りが可能であることを報告し、それから間もなく、"帽子"の改良によって裏返しの不要な14角形の非周期的モノタイル「Spectre」を発表してアインシュタイン問題の完全解決に至った。
ちなみに高次元では1種類のブロックによる3次元空間の非周期充填が1993年に発見されている。

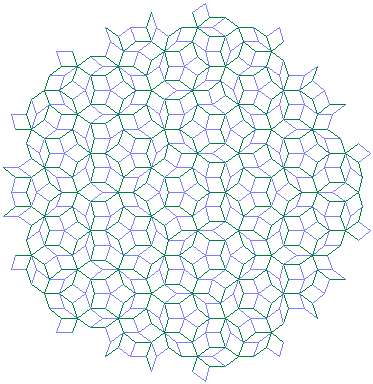
ペンローズタイル。有名な非周期タイル張り。
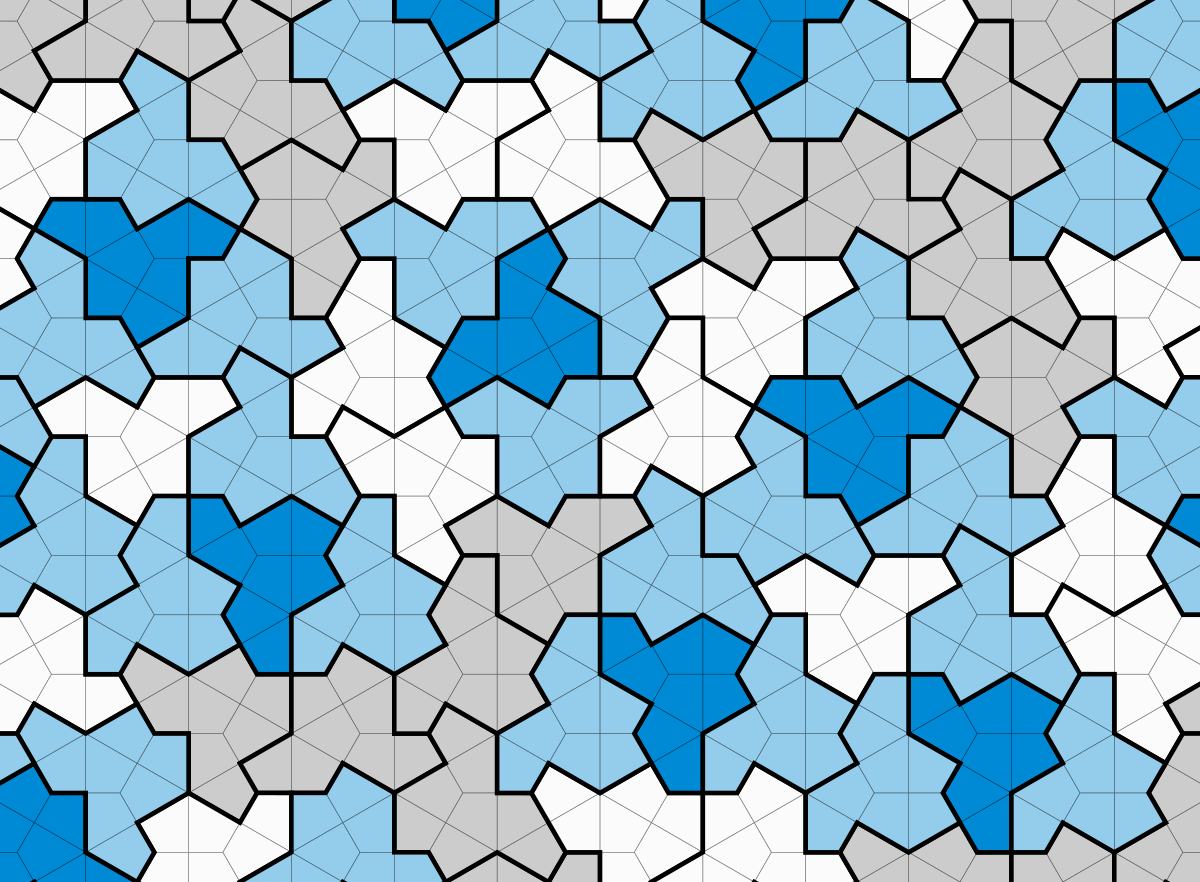
Smithらの“帽子”による非周期タイル張り。